# Corme-Royal
Corme-Royal är en kommun i departementet Charente-Maritime i regionen Nouvelle-Aquitaine i sydvästra Frankrike. Kommunen ligger  i kantonen Saujon som ligger i arrondissementet Saintes. År 2022 hade Corme-Royal 1 969 invånare.

## Befolkningsutveckling
Antalet invånare i kommunen Corme-Royal
Referens:INSEE